# Americans d'Allen
Les Americans d'Allen sont une franchise de hockey sur glace de l'ECHL. Créés en 2009, ils sont basés à Allen dans l'État du Texas aux États-Unis où ils jouent leurs rencontres au Allen Event Center. En 2013 et 2014, Allen remporte la coupe du président Ray-Miron de champion de la Ligue centrale de hockey. En 2014, ils intègrent l'ECHL

## Historique
Le 15 avril 2009, la Ligue centrale de hockey (LCH) annonce qu'une nouvelle équipe basée à Allen dans l'État du Texas rejoint la ligue à compter de la saison 2009-2010. Celle-ci est la propriété de Top Shelf, LLC, un groupe appartenant à Douglas H. Miller et Steve Duchesne, joueur professionnel de hockey sur glace à la retraite. Le même jour, une affiliation avec les Stars de Dallas de la Ligue nationale de hockey (LNH) est également annoncée.
Pour leur première saison, les Americans terminent deuxième de l'Association Sud puis atteignent la finale des séries éliminatoires où ils sont battus par le Rush de Rapid City. L'édition suivante, ils terminent avec le meilleur bilan de la ligue et gagnent la Coupe des gouverneurs Bud Poile remis au champion de la saison régulière. Au cours des séries, ils sont éliminés en demi-finales par les Mudbugs de Bossier-Shreveport.
Précédant l'édition 2011-2012, Allen annonce une affiliation d'une durée d'un an avec l'Avalanche du Colorado de la LNH et les Monsters du lac Érié de la Ligue américaine de hockey (LAH). En mai 2012, le groupe des propriétaires s'élargit avec l'addition de Mike Modano, Ed Belfour et Craig Ludwig.
À l'issue de la saison régulière 2012-2013, les Americans finissent en tête de la ligue et remportent leur deuxième Coupe des gouverneurs Bud Poile. Ils atteignent ensuite la finale des séries qu'ils remportent quatre victoires à trois aux dépens du Thunder de Wichita et s'adjugent leur première coupe du président Ray-Miron.
En 2013-2014, Allen termine troisième de la saison régulière à sept points des Mavericks du Missouri. Ils réussissent à se qualifier pour la finale qu'ils remportent quatre victoires à trois aux dépens des Cutthroats de Denver, devenant ainsi la troisième équipe de la ligue à conserver le titre, après le Thunder de Wichita (1994 et 1995) et les RiverKings de Memphis (2002 et 2003). Le 14 mai 2014, la franchise annonce les Steven Brothers Sports Management, LLC comme nouveaux propriétaires, ces derniers possédant déjà le Thunder et les Oilers de Tulsa.

## Statistiques

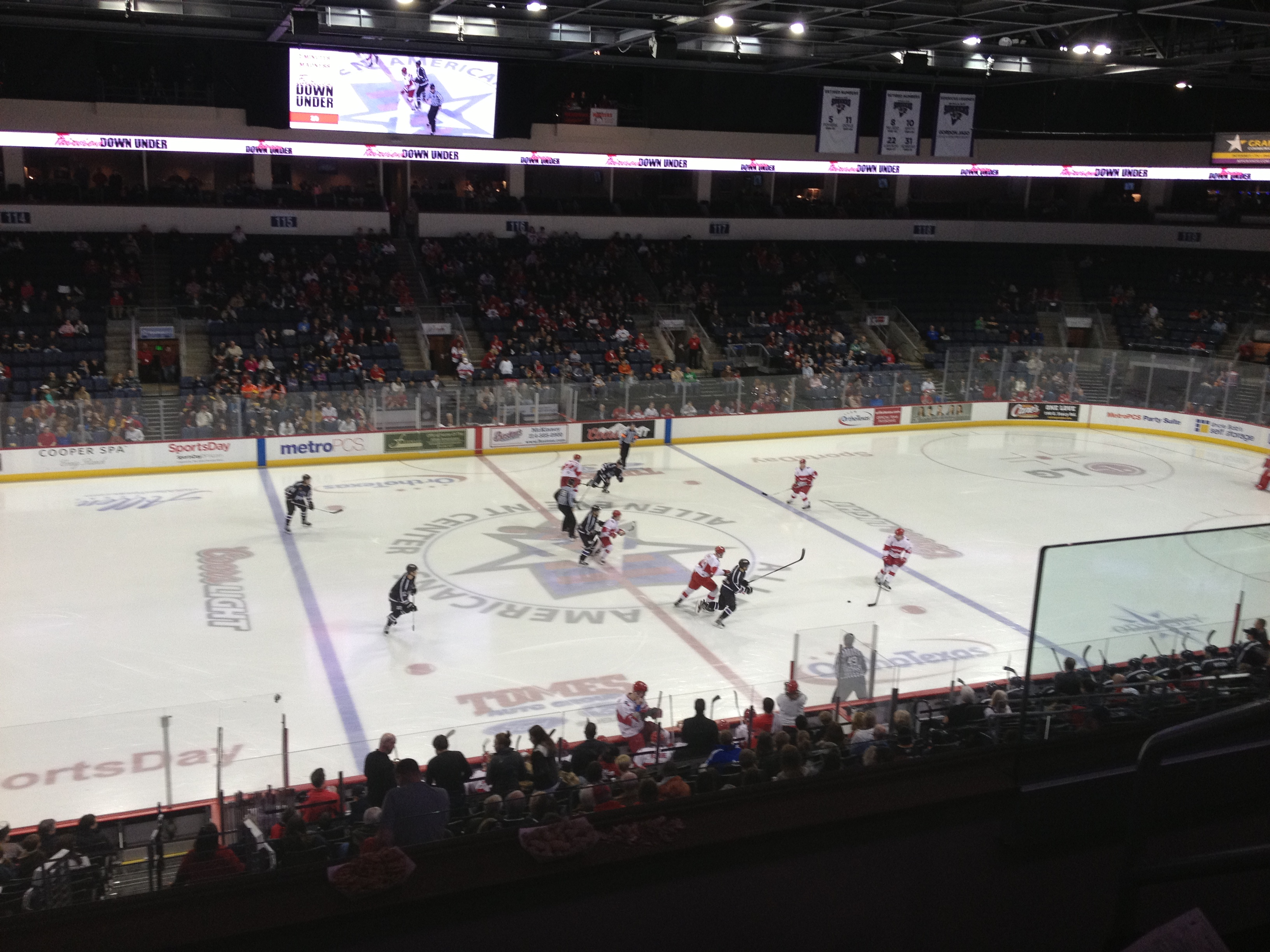
Rencontre entre les Americans et les Brahmas de Fort Worth au Allen Event Center.

### Dans la LCH
| No | Saison    | PJ | V  | D  | DP | DTB | BP  | BC  | Pts | Classement                      | Séries éliminatoires | Entraîneur      |
| -- | --------- | -- | -- | -- | -- | --- | --- | --- | --- | ------------------------------- | -------------------- | --------------- |
| 1  | 2009-2010 | 64 | 42 | 17 | 2  | 3   | 210 | 183 | 89  | 2e de l'association Sud         | Finalistes           | Dwight Mullins  |
| 2  | 2010-2011 | 66 | 47 | 16 | 1  | 2   | 271 | 211 | 97  | Champion de la saison régulière | Défaite au 3e tour   | Dwight Mullins  |
| 3  | 2011-2012 | 66 | 39 | 18 | 3  | 6   | 212 | 175 | 87  | 2e de l'association Berry       | Défaite au 1er tour  | Dwight Mullins  |
| 4  | 2012-2013 | 66 | 39 | 18 | 4  | 5   | 210 | 176 | 87  | Champion de la saison régulière | Vainqueurs           | Steve Martinson |
| 5  | 2013-2014 | 66 | 39 | 22 | 1  | 4   | 249 | 214 | 83  | 3e de la ligue                  | Vainqueurs           | Steve Martinson |

### Dans l'ECHL
| No | Saison    | PJ | V  | D  | DP | DTB | BP  | BC  | Pts | Classement                  | Séries éliminatoires    | Entraîneur      |
| -- | --------- | -- | -- | -- | -- | --- | --- | --- | --- | --------------------------- | ----------------------- | --------------- |
| 6  | 2014-2015 | 72 | 48 | 14 | 6  | 4   | 292 | 203 | 106 | 1er de la division Centrale | Vainqueurs              | Steve Martinson |
| 7  | 2015-2016 | 72 | 41 | 24 | 3  | 4   | 222 | 204 | 89  | 2e de la division Centrale  | Vainqueurs              | Steve Martinson |
| 8  | 2016-2017 | 72 | 49 | 17 | 4  | 2   | 294 | 203 | 104 | 1er de la division Montagne | Défaite au 2e tour      | Steve Martinson |
| 9  | 2017-2018 | 72 | 35 | 29 | 6  | 2   | 235 | 232 | 78  | 3e de la division Montagne  | Défaite au 1er tour     | Steve Martinson |
| 10 | 2018-2019 | 72 | 25 | 41 | 4  | 2   | 208 | 269 | 56  | 7e de la division Montagne  | Non qualifiés           | Steve Martinson |
| 11 | 2019-2020 | 62 | 40 | 14 | 6  | 2   | 247 | 195 | 88  | 1er de la division Montagne | Séries annulées         | Steve Martinson |
| 12 | 2020-2021 | 72 | 45 | 23 | 3  | 1   | 236 | 196 | 94  | 1er de la conférence Ouest  | Défaite au 3e tour      | Steve Martinson |
| 13 | 2021-2022 | 72 | 35 | 28 | 8  | 1   | 240 | 244 | 79  | 3e de la division Montagne  | Défaite au 1er tour     | Steve Martinson |
| 14 | 2022-2023 | 72 | 37 | 32 | 2  | 1   | 260 | 263 | 77  | 2e de la division Montagne  | Défaite au 2e tour tour | Chad Costello   |
| 15 | 2023-2024 | 72 | 33 | 35 | 3  | 1   | 233 | 276 | 70  | 3e de la division Montagne  | Défaite au 1er tour     | Chad Costello   |

## Personnalités de la franchises
129 joueurs ont porté le maillots des Americans d'Allen. Jarret Lukin est celui qui a disputé le plus de rencontres avec 238 parties jouées. Bruce Graham est le joueur le plus offensif de l'histoire des Americans avec 97 buts et 138 aides pour un total de 235 points. Le joueur le plus pénalisé est Trevor Hendrikx avec 326 minutes passées sur le banc de pénalité.
Les Americans ont connu deux entraîneurs-chef. Le premier est Dwight Mullins qui a occupé cette position au cours des premières saisons d'Allen. En 2012, il est remplacé par Steve Martinson.

## Trophées
À titre collectif, les Americans d'Allen ont remporté plusieurs trophées. En 2013 et 2014, ils gagnent la coupe du président Ray-Miron remis au vainqueur des séries éliminatoires. En 2011 et 2013, ils terminent avec le meilleur bilan de la ligue et reçoivent la Coupe des gouverneurs Bud Poile remis au champion de la saison régulière.
Cinq joueurs des Americans ont gagné des récompenses individuelles. En 2012-2013, Aaron Dell est désigné meilleur gardien de la saison tandis que Brian McMilin remporte le trophée du meilleur joueur des séries. La saison suivante, Tyler Ludwig est désigné meilleur défenseur, Alex Lavoie meilleur recrue et Jamie Schaafsma meilleur joueur des séries.
Tyler Ludwig est le seul joueur d'Allen à avoir été nommé dans une équipe d'étoiles en 2013 et 2014. Quatre autres ont été sélectionnés dans l'équipe des recrues : David Strathman en 2011, Dylan King en 2012, Dell en 2013 et Alex Lavoie en 2014.